# Stanisław Wiech
Stanisław Andrzej Wiech (ur. 1963 w Czaplowie) – polski historyk, profesor nauk humanistycznych, specjalizujący się w historii społecznej i politycznej Królestwa Polskiego i Rosji XIX i XX wieku
W 1986 roku ukończył studia historyczne w Wyższej Szkole Pedagogicznej w Kielcach. Rozprawę doktorską pt. Rzemieślnicy małych miasteczek guberni kieleckiej w latach 1870–1914 obronił w 1994 na Wydziale Humanistycznym macierzystej uczelni. Stopień doktora habilitowanego uzyskał w 2002 roku na Uniwersytecie Marii Curie-Skłodowskiej w Lublinie w oparciu o rozprawę Społeczeństwo Królestwa Polskiego w oczach carskiej policji politycznej (1866–1896). Dysertacja ta została wyróżniona w 2003 Nagrodą KLIO oraz Nagrodą im. prof. Jerzego Skowronka. Kolejna praca „Dyktatura serca” na zachodnich rubieżach Cesarstwa Rosyjskiego. Dzieje kariery wojskowo-urzędniczej Piotra Albiedynskiego (1826-1883), Kielce 2010, była pierwszą w historiografii polskiej biografią rosyjskiego dygnitarza sprawującego urząd generała-gubernatora kolejno w Rydze, Wilnie i Warszawie. Postanowieniem Prezydenta RP z 1 sierpnia 2011 roku otrzymał tytuł naukowy profesora nauk humanistycznych.
W 1986 roku podjął pracę w Wyższej Szkole Pedagogicznej w Kielcach, przekształconej następnie w Akademię Świętokrzyską i Uniwersytet Jana Kochanowskiego w Kielcach. Związany jest z Zakładem Historii XIX Stulecia w Instytucie Historii, którego jest kierownikiem. W latach 2003–2013 pełnił funkcję redaktora naczelnego czasopisma naukowego „Almanach Historyczny”. Kierował kilkoma projektami badawczymi finansowanymi przez Komitet Badań Naukowych („Żandarmeria w Królestwie Polskim 1866-1896. Społeczeństwo Królestwa Polskiego w ocenie i systemie rosyjskiego aparatu ucisku”), Narodowe Centrum Nauki („Królestwo Polskie i jego mieszkańcy w świetle rosyjskich wspomnień, pamiętników, relacji i dzienników. Zbiór bibliograficzny”; "Depolonizacja Ziem Zabranych (1864-1914). Koncepcje – mechanizmy decyzyjne – realizacja") oraz Fundację na rzecz Nauki Polskiej ("Walka o ziemię, dusze i narodowość. Europa Środkowo-Wschodnia pod naporem Rosji i prawosławia (1864-1914"). Laureat subsydium profesorskiego FNP - "Program Mistrz". Odznaczony Brązowym Krzyżem Zasługi (2006).W 2024 otrzymał Nagrodą im. Joachima Lelewela.

## Wybrane publikacje
- Miasteczka guberni kieleckiej w latach 1870–1914. Zabudowa, rozwój, społeczeństwo, Kielce 1995
- Rzemieślnicy małych miasteczek guberni kieleckiej w latach 1870–1914, Kielce 1995
- Sytuacja polityczna Królestwa Polskiego w świetle tajnych raportów naczelników Warszawskiego Okręgu Żandarmerii z lat 1867-1872 i 1878, oprac. S. Wiech i W. Caban, Kielce 1999
- Warszawscy generałowie-gubernatorzy o sytuacji społeczno-politycznej Królestwa Polskiego. Raporty Albiedynskiego i Szuwałowa z lat 1881 i 1896, Kielce 2007
- Społeczeństwo Królestwa Polskiego w oczach carskiej policji politycznej (1866–1896), wyd. 2, popr. i uzup., Kielce 2010
- „Dyktatura serca” na zachodnich rubieżach Cesarstwa Rosyjskiego. Dzieje kariery wojskowo-urzędniczej Piotra Albiedyńskiego (1826–1883), Kielce 2010
- Królestwo i ziemie zabrane 1831-1855, w: Historie Polski w XIX wieku, pod red. Andrzeja Nowaka, t. 2, Historie polityczne, cz. 1, Warszawa 2013
- Królestwo i zabór rosyjski w latach 1856-1914, w: Historie Polski w XIX wieku, pod red. Andrzeja Nowaka, t. 3, Historie polityczne, cz. 2, Warszawa 2013
- Królestwo Polskie i jego mieszkańcy w świetle rosyjskich wspomnień, pamiętników, relacji i dzienników. Zbiór bibliograficzny, (współautor J. Legieć), Kielce 2015. ss. 323
- Depolonizacja Ziem Zabranych (1864-1914). Koncepcje - mechanizmy decyzyjne - realizacja, t. 1, Litwa i Białoruś. Od Murawjowa do Baranowa (1864-1868), Kielce 2018
- Z dziejów ucisku narodowego w zaborze rosyjskim w latach 1861-1917. Studia i źródła, t. 1, red. S. Wiech, Kielce 2019, ss. 288, ISBN 978-83-7133-766-6